# Суперкубок Ірландії з футболу 1999
Суперкубок Ірландії з футболу 1999 — 2-й розіграш турніру. Переможцем став Сент-Патрікс Атлетік.

## Учасники
- Чемпіонат Ірландії:
  - Чемпіон: Сент-Патрікс Атлетік (учасник Ліги чемпіонів УЄФА 1999—2000)
  - Срібний призер: Корк Сіті (учасник Кубка УЄФА 1999—2000)
  - Бронзовий призер: Шелбурн (учасник Кубка Інтертото 1999)
  - 11-е місце: Брей Вондерерз (учасник Кубка УЄФА 1999—2000)

## Півфінали
| Команда 1    | Рахунок | Команда 2            |
| ------------ | ------- | -------------------- |
| 1 липня 1999 |         |                      |
| Шелбурн      | 2:0     | Брей Вондерерз       |
| Корк Сіті    | 0:2     | Сент-Патрікс Атлетік |

## Матч за третє місце
| Команда 1    | Рахунок | Команда 2      |
| ------------ | ------- | -------------- |
| 3 липня 1999 |         |                |
| Корк Сіті    | 1:2     | Брей Вондерерз |

## Фінал
| Команда 1            | Рахунок      | Команда 2 |
| -------------------- | ------------ | --------- |
| 4 липня 1999         |              |           |
| Сент-Патрікс Атлетік | 0:0 пен. 3:2 | Шелбурн   |